# Amtsgericht Heiligenbeil
Das Amtsgericht Heiligenbeil war ein preußisches Amtsgericht mit Sitz in Heiligenbeil, Ostpreußen.

## Geschichte
Das königlich preußische Amtsgericht Heiligenbeil wurde mit Wirkung zum 1. Oktober 1879 als eines von zehn Amtsgerichten im Bezirk des Landgerichtes Braunsberg im Bezirk des Oberlandesgerichtes Königsberg gebildet. Der Sitz des Gerichtes war Heiligenbeil. Aufgehoben wurde die Gerichtskommission Heiligenbeil beim Kreisgericht Braunsberg. Sein Gerichtsbezirk umfasste den Kreis Heiligenbeil ohne den Teil, der dem Amtsgericht Zieten zugeordnet war. Am Gericht bestanden 1888 zwei Richterstellen. Das Amtsgericht war damit ein großes Amtsgericht im Landgerichtsbezirk.
Im Jahre 1945 wurden der Amtsgerichtsbezirk unter sowjetische Verwaltung gestellt und die deutschen Einwohner vertrieben. Damit endete auch die Geschichte des Amtsgerichtes Heiligenbeil.